# Шари Шіллера
Шари Шіллера (англ. Schiller layers) — шари утворені осідаючими частинками. Шари Шіллерна розділені приблизно однаковими відстанями порядку довжини світлової хвилі, їх наявність спричиняє появу веселки, яка спостерігається у відбитому світлі. Шари Шиллера, також відомі як райдужні шари.
Шари Шіллера мають товщину близько 100 нм. Колоїдні осади, що складаються з пластинчастих частинок, які розташовані в горизонтальних площинах, зазвичай відокремлених один від одного відстанями кілька тисяч ангстрем. Характерна будова шарів Шиллера визначається співвідношенням сили електростатичного відштовхування заряджених частинок та сили тяжіння. Структури, близькі до шарів Шиллера, можуть виникати під дією та інших зовнішніх полів — відцентрових, електричних і магнітних.